# ソブリヌス菌
ソブリヌス菌（ソブリヌスきん、学名：Streptococcus sobrinus ストレプトコックス・ソブリヌス）とは、グラム陽性で通性嫌気性の連鎖球菌の一種のことである。ヒトの口腔内にも存在し、う蝕（虫歯）の原因菌のひとつである。近年では虫歯菌の別名としても有名。1887年にルイ・パスツールによって発見された。